# 阿巴代
阿巴代（波斯语：‎）是伊朗法尔斯省的一座城市，人口约6万（2007年）。